# 通洞站

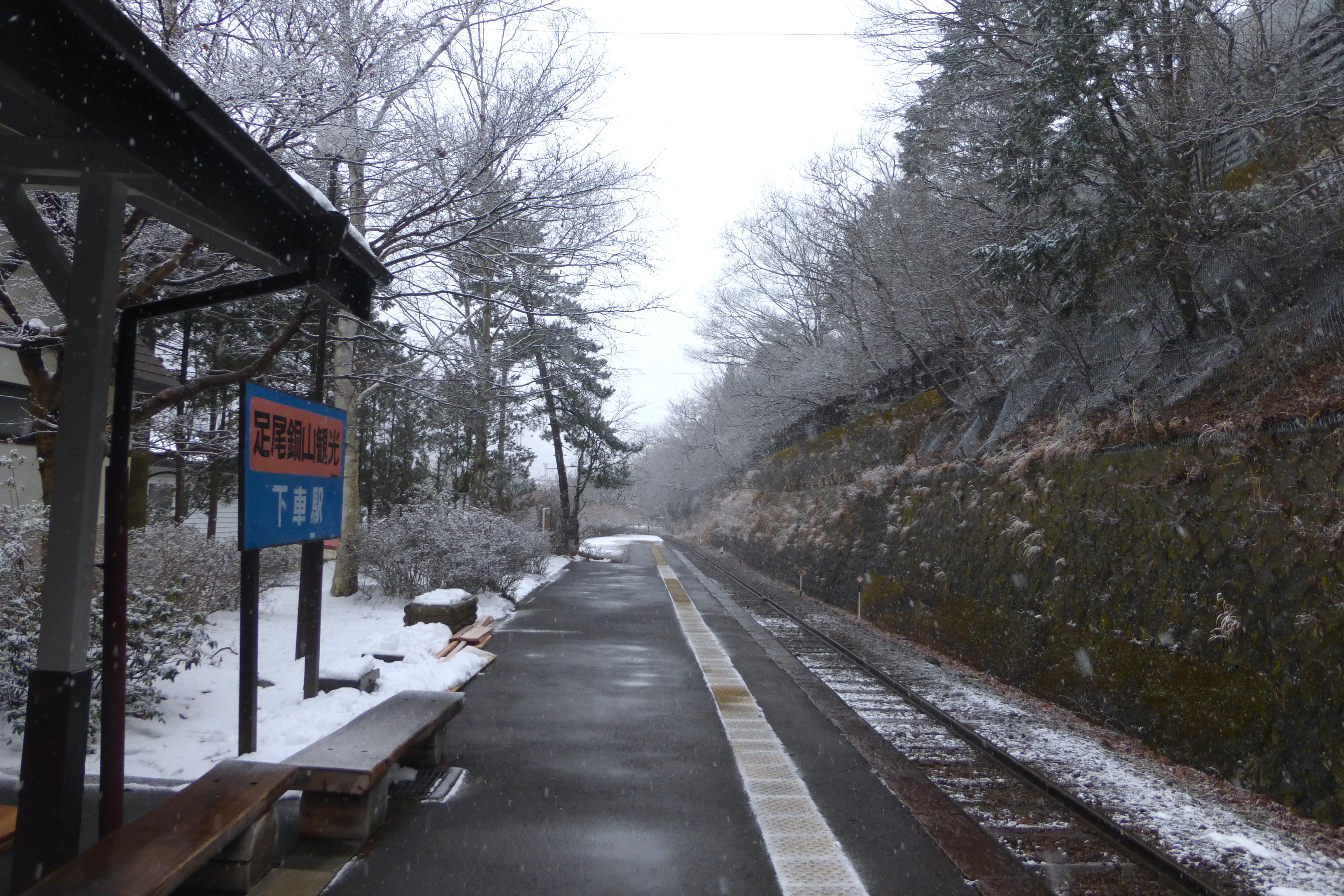
月台（2015年2月）

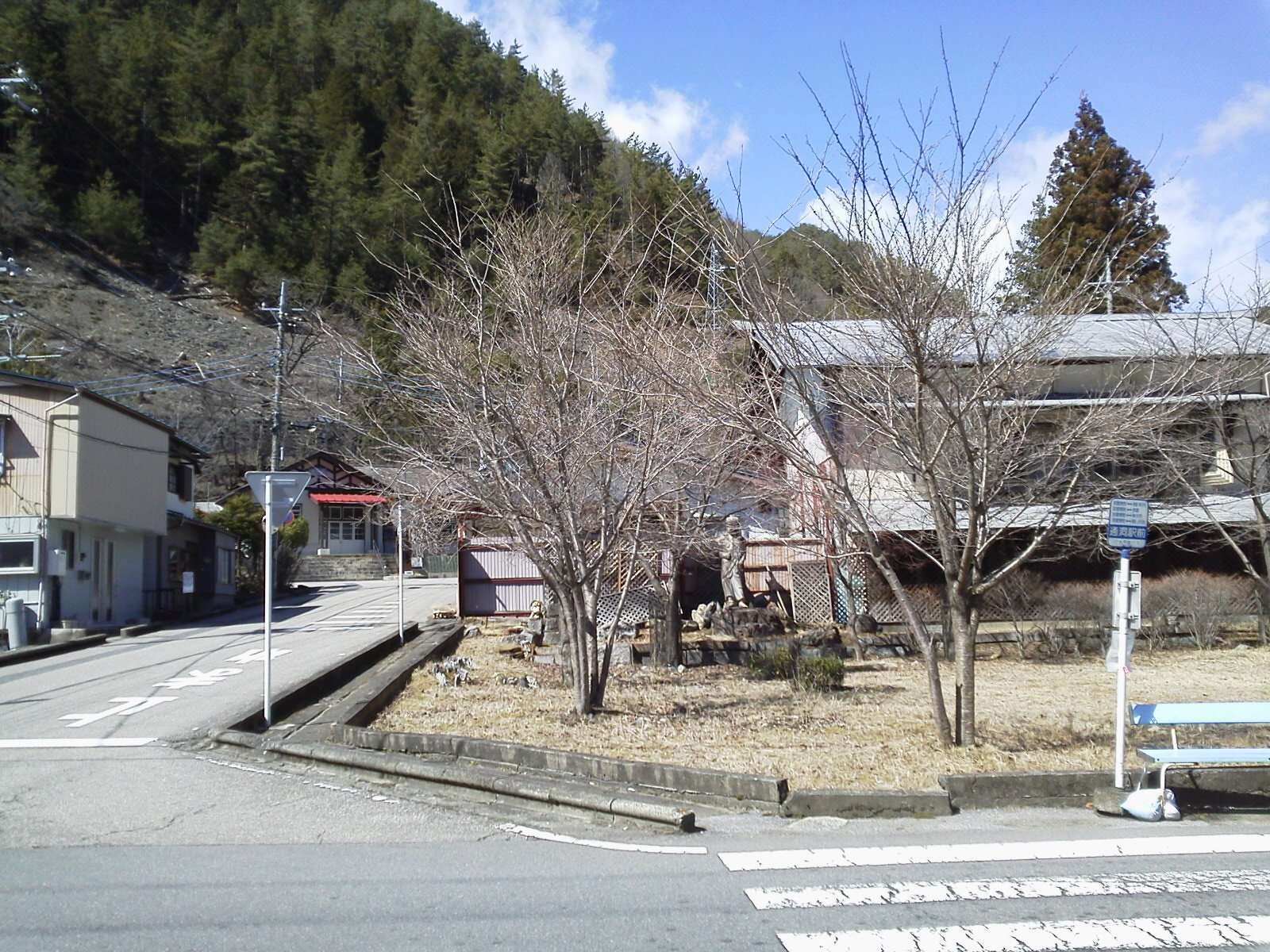
巴士站（左後方為此站車站大樓）

通洞站（日语：／ Tsūdō eki */?）是位於栃木縣日光市足尾町松原13番地，渡良瀨溪谷鐵道的渡良瀨溪谷線車站。車站編號為WK15。
此站和鄰站足尾站均位於舊足尾町中心。此站最接近足尾銅山觀光景點。

## 歷史
- 1912年（大正元年）12月31日 - 足尾鐵道車站啟用[2]。
- 1918年（大正7年）6月1日 - 足尾鐵道國有化，同日升級至車站，成為國有鐵道足尾線車站。
- 1985年（昭和60年）6月11日 - 成為無人車站。在1989年變為由足尾站派遣職員至此站的特別檢票。
- 1987年（昭和62年）4月1日 - 伴隨國鐵分割民營化，車站由東日本旅客鐵道（JR東日本）營運[3]。
- 1989年（平成元年）3月29日 - 足尾線由渡良瀨溪谷鐵道接管，成為渡良瀨溪谷線車站。

## 車站構造
此站是地面車站，設有1面1線的單式月台。此站是無人車站。
在春天和秋天設有職員當值（10:00 - 15:40），職員會發售車票。在冬季12/1 - 3/19左右只於星期二設有職員當值 (10:00 - 15:40) 。車站職員會在此站或足尾站交替當值。

## 使用狀況
| 1日上下車人次變化 | 1日上下車人次變化 |
| 年度              | 1日平均人次       |
| ----------------- | ----------------- |
| 2011年            | 67                |
| 2012年            | 65                |
| 2013年            | 54                |
| 2014年            | 57                |
| 2015年            | 57                |

## 車站周邊
- 日光市政廳足尾綜合分所（舊・足尾町（日语：足尾町）公所）
- 足尾郵局
- 足尾銅山觀光
- 足尾歷史館
- 日光市立足尾小學
- 日光市立足尾中學
- 足尾警署
- 蓮慶寺
- 國道122號

## 巴士路線
巴士站位於站前道路50米處的三岔口附近。
| 乘車處 | 系統                     | 主要途經                         | 目的地   | 巴士公司     | 備註 |
| ------ | ------------------------ | -------------------------------- | -------- | ------------ | ---- |
|        | 足尾JR日光站線           | 足尾站前、間藤站前、赤倉、神子內 | JR日光站 | 日光市營巴士 |      |
| 遠上線 | 足尾站前、神子內         | 遠上回轉處                       |          | 日光市營巴士 |      |
| 赤倉線 | 足尾站前、間藤站前、赤倉 | 銅親水公園入口                   |          | 日光市營巴士 |      |
|        |                          | 銅山觀光前                       | 雙愛醫院 | 日光市營巴士 |      |

## 相鄰車站
渡良瀨溪谷鐵道
■渡良瀨溪谷線
- 小火車停車站

原向（WK14）－通洞（WK15）－足尾（WK16）

## 注腳
1. 1 2  國土數値情報(不同車站上下車數據)  （页面存档备份，存于）（日語） - 國土交通省，2018年3月20日參閲
2. ↑  「私設鉄道運輸開始」『官報』1913年1月14日（國立國會圖書館數碼化收藏）
3. ↑  『交通年鑑 昭和63年版』 交通協力會，1988年3月。

## 外部連結
- 渡良瀨溪谷鐵道｜通洞站 （页面存档备份，存于）（日語）
- 通洞站-足尾Terrace （页面存档备份，存于）（日語）